# Neve Tzedek

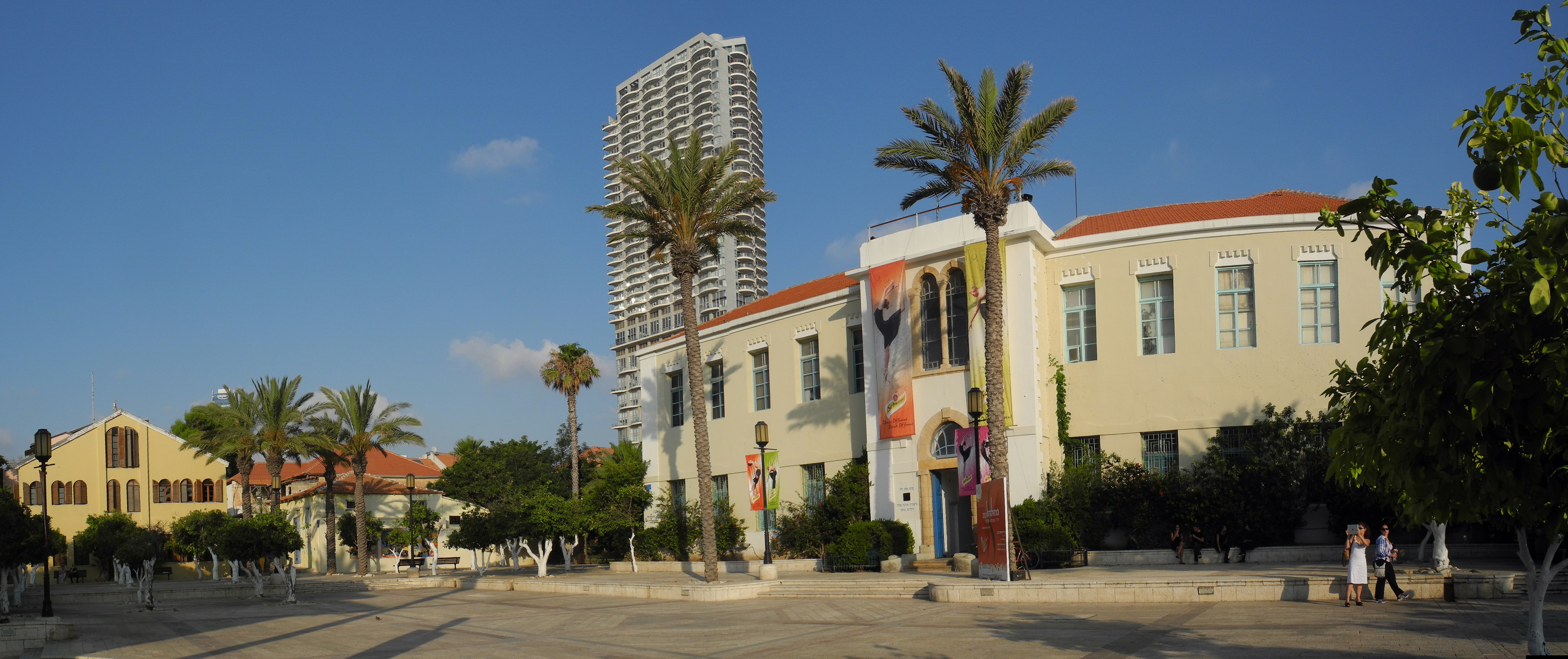
Il Teatro di danza Suzanne Dellal Center a Neve Tzedek

Neve Tzedek (ebraico: נְוֵה צֶדֶק, נווה צדק letteralmente: Dimora di Giustizia) è un quartiere localizzato sud-ovest di Tel Aviv in Israele. È stato il primo quartiere ebraico ad essere costruito fuori dalla vecchia città di Giaffa.Dagli anni '80 del secolo scorso è diventata una delle aree più alla moda e costose della città con un'atmosfera di paese.